# Skubice
Skubice (německy Tischlern) jsou zaniklá ves v katastrálnímu území Skubice, na území obce Bohdalovice, v okrese Český Krumlov. Dnes je její území součástí vesnice Suš.

## Historie
První písemná zmínka o této vesnici pochází z roku 1410, kdy ves byla majetkem Strahovského kláštera.  Jméno vsi bylo odvozeno od osobního jména Skuba. Od zavedení obecního zřízení v polovině 19. století byly Skubice osadou obce Svéraz. Po roce 1950 zanikly; staly se součástí Bohdalovic. V roce 1921 zde stálo 11 domů a žilo zde 60 obyvatel (všichni německé národnosti).